# Magnus (uzurpator)
Magnus (d.235) a fost un uzurpator roman din secolul III.
Magnus a fost un senator roman în timpul împăratului roman Alexandru Sever. După moartea lui Sever și a ascensiunii lui Maximin Tracul la tron, Magnus împreună cu alți senatori au complotat împotriva noului împărat. Sprijiniți de câțiva ofițeri și soldați, senatorii aveau să distrugă podul de pe Rin, pe când Maximin Tracul se afla pe cealaltă parte a fluviului, în război cu germanicii. Maximin avea fie înconjurat și ucis de germanici, iar Magnus ajungea pe tron. Dar planul a fost descoperit la timp și conspiratorii executați.